# Zophosis
Zophosis is een geslacht van kevers uit de familie van de zwartlijven (Tenebrionidae). Het behoort tot de onderfamilie Pimeliinae. De wetenschappelijke naam werd in 1802 (jaar X van de Franse republikeinse kalender) gepubliceerd door Pierre André Latreille.

## Soorten
Het Arten-Übersicht für Schwarzkäfer (Tenebrionidae) lijst 77 soorten  en ondersoorten op:
- Zophosis abbreviata
- Zophosis acuminata
- Zophosis acuticosta
- Zophosis adamantina
- Zophosis aegresinuata
- Zophosis aequalis
- Zophosis afghanica
- Zophosis alborana
- Zophosis alticola
- Zophosis angustula
- Zophosis arabica
- Zophosis ardistana
- Zophosis asiatica
- Zophosis atlantica
- Zophosis balti
- Zophosis bicarinata
  - Zophosis bicarinata bicarinata
  - Zophosis bicarinata plicata
- Zophosis clypeosuturata
- Zophosis cognata
- Zophosis complanata
- Zophosis deserticola
- Zophosis dilatata
- Zophosis dimorpha
- Zophosis dinauxi
- Zophosis emiliana
- Zophosis farinosa
- Zophosis finzii
- Zophosis globulipennis
- Zophosis gridellii
- Zophosis hamiltonuli
- Zophosis holmi
- Zophosis hydrobiiformis
- Zophosis inlustris
- Zophosis kaszabi
- Zophosis khuzistanica
- Zophosis klapperichi
- Zophosis lata
- Zophosis leonardii
- Zophosis lethierryi
- Zophosis maindroni
- Zophosis marseuli
- Zophosis michaelis
- Zophosis migneauxi
- Zophosis minuta
- Zophosis nigroaenea
- Zophosis oblonga
- Zophosis oxycaroides
- Zophosis persica
- Zophosis persis
- Zophosis personata
- Zophosis pharaonis
- Zophosis plana
- Zophosis planus
- Zophosis plicata
- Zophosis posticalis
- Zophosis punctata
  - Zophosis punctata punctata
- Zophosis pygmaea
- Zophosis quadricostata
- Zophosis quadrilineata
- Zophosis renatae
- Zophosis rotundata
- Zophosis rugosa
- Zophosis sabaea
- Zophosis scabriuscula
- Zophosis scortecciana
- Zophosis simplex
- Zophosis solivaga
- Zophosis stilla
- Zophosis sulcata
- Zophosis supposita
- Zophosis susica
- Zophosis testudinaria
- Zophosis transbechuana
- Zophosis undulata
- Zophosis viridilimbata